# نيتروجين سائل

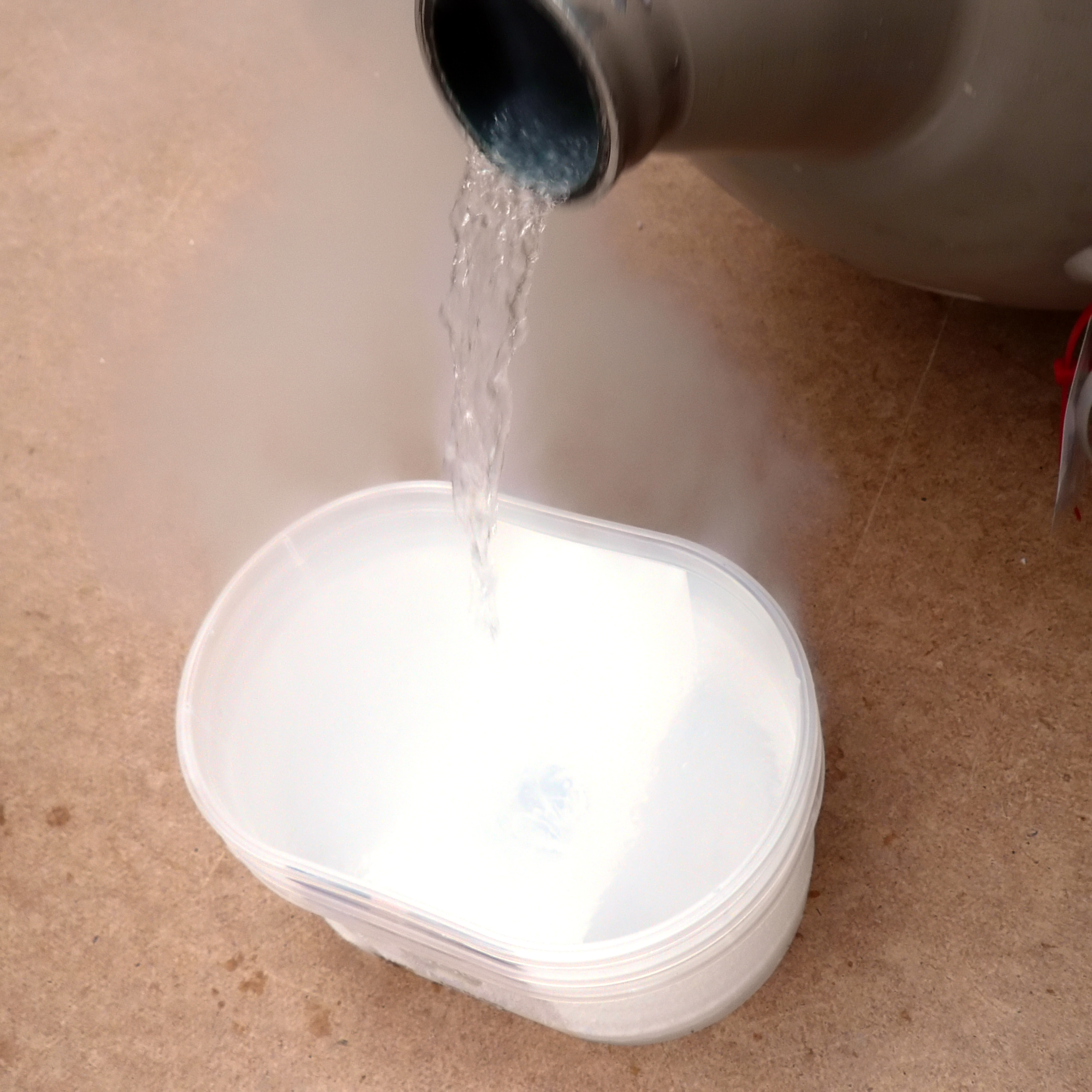
النيتروجين السائل

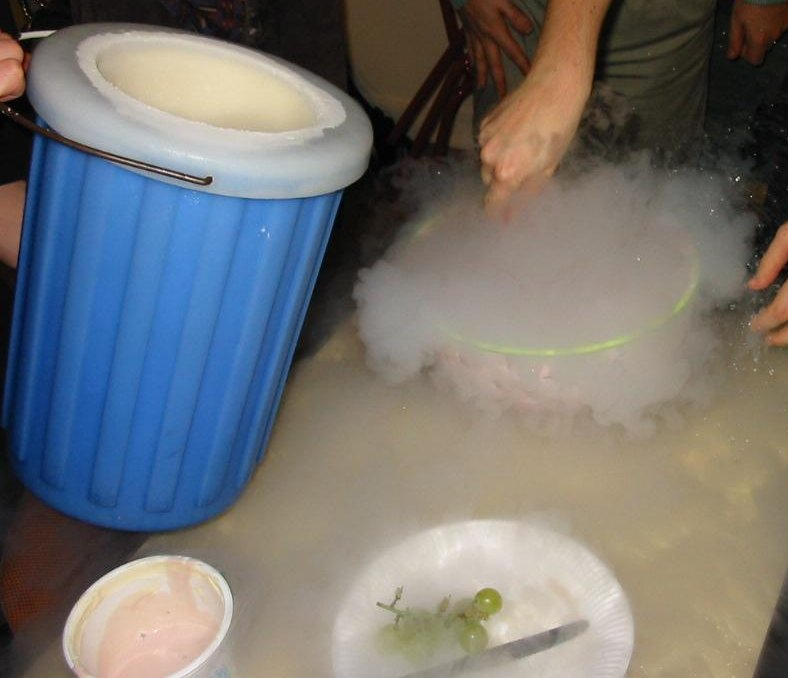
تحضير المثلجات باستخدام النيتروجين السائل في إحدى الجامعات.

النيتروجين السائل هو النيتروجين في الحالة السائلة عند درجة حرارة منخفضة للغاية. غير أنها أنتجت صناعيا عن طريق التقطير المجزأ للهواء السائل. والنيتروجين السائل هو سائل واضح عديم اللون مع كثافة 0.807 غرام/مليلتر في نقطة الغليان، وثابت عازل قدره 1.4. وغالبا ما يشار إليها النيتروجين السائل في اختصار، LN2 أو "LIN" أو LN ""ورقم يو إن 1977.
وأول ظهور للنيتروجين السائل كان في جامعة جاغيلونيان في 15 أبريل 1883 من قبل علماء فيزيائين بولنديين.

## الاستخدامات
النيتروجين السائل هو مصدر مدمج وناقل بسهولة لغاز النيتروجين الجاف، لأنه لا يتطلب الضغط. وعلاوة على ذلك، يتمتع بالقدرة على الحفاظ على درجات حرارة أقل بكثير من نقطة انصهار الماء مما يجعله من مفيدًا للغاية في مجموعة واسعة من التطبيقات، وفي المقام الأول في عمليات ودورات التبريد المفتوحة، بما في ذلك:
- في العلاج بالتبريد لإزالة الأنسجة الميتة أو الخبيثة في حالات سرطان الجلد والآفات الجلدية: مثل الثؤلول والتقرن الشعاعي ولتخزين الخلايا في درجة حرارة منخفضة للعمل في المختبرات.
- في التبريد العميق.[2]
- في التجليف لإظهار التجميد السريع عن طريق التبخر.
- كمصدر نيتروجين احتياطي في أنظمة الوقاية من الحرائق.
- كمصدر لغاز النيتروجينالجاف.
- لغمر وتجميد ونقل المنتجات الغذائية
- للحفظ بالبرودة لعينات الدم ، والخلايا التناسلية (الحيوانات المنوية والبويضات)، وغيرها من العينات البيولوجية والمواد للحفاظ على عينات الأنسجة من الاستراحات الجراحية للدراسات المستقبلية
- لتسهيل عملية الحفظ بالتبريد للموارد الوراثية الحيوانية
- تجميد أنابيب المياه والنفط من أجل العمل على معالجتها في الحالات التي يكون فيها صمام لم يتوفر لمنع تدفق السوائل إلى منطقة العمل. هذه الطريقة معروفة بعزلة المبردة
- في عملية التخلص من الموتى
- حفظ الخلية الحية بالتبريد على أمل الإنعاش في المستقبل
- تقليص أجزاء ماكينات اللحام.
- كمبرد:
  - جهاز اقتران الشحنة في علم الفلك
  - لإجراء توصيل فائق درجة الحرارة العالية لدرجة حرارة كافية لتحقيق الموصلية الفائقة
  - للحفاظ على درجة حرارة منخفضة حول نظام التبريد بالهيليوم السائل للمغناطيس فائق التوصيل عالي المجال المستخدم على سبيل المثال في مطياف الرنين المغناطيسي النووي وأجهزة التصوير بالرنين المغناطيسي.
  - لمضخة التفريغ وفي عمليات التبخر الخاضعة للرقابة في الكيمياء
  - كمكون لحمامات التبريد المستخدمة لتفاعلات درجات الحرارة المنخفضة جداً في الكيمياء
  - لزيادة حساسية رؤوس الأشعة تحت الحمراء لطالبي السباق مثل ستريلا 3
  - لتقليص المكونات الميكانيكية مؤقتًا أثناء تجميع الماكينة والسماح بنواتج التداخل المحسنة
  - لأجهزة الكمبيوتر ورفع تردد التشغيل الشديد[3]
  - لمحاكاة خلفية الفضاء في غرفة التفريغ أثناء اختبار المركبة الفضائية[4]
- في إعداد الطعام، مثل صنع الآيس كريم فائق النعومة. انظر أيضا فن الطهو الجزيئي (موليكولير كوزين).
- في ضغط الحاوية عن طريق حقن كمية محددة من النيتروجين السائل فقط قبل الختم أو السد [5][6]
- كوسيط لتخزين الطاقة [7][8]
- في تربية الماشية [9]

## السلامة

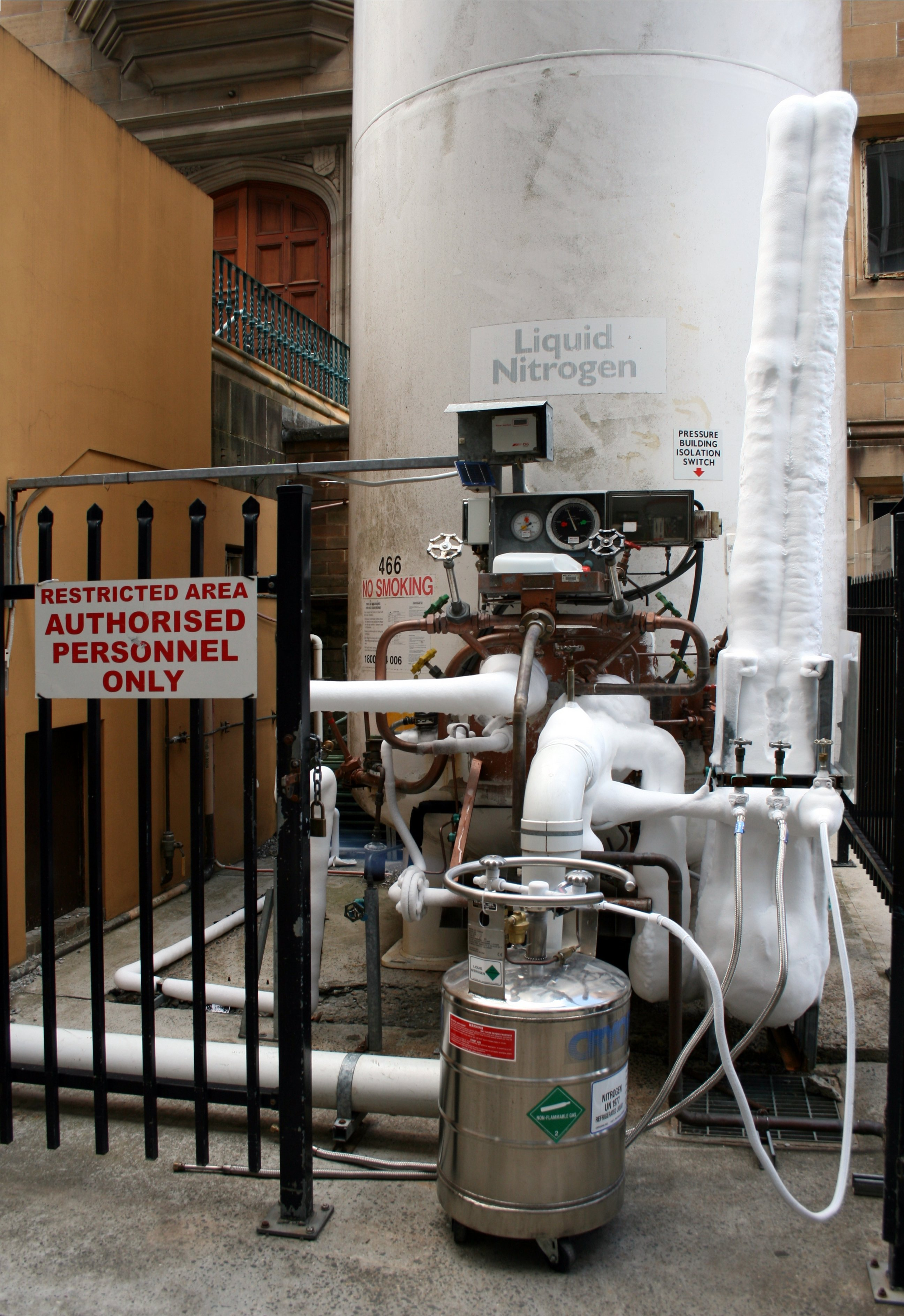
ملئ وعاء ديوار بالنيتروجين السائل من خزان

لأن نسبة التمدد لغاز النيتروجين هي 1: 694 في 20 °C (68 °F)، فإن قدرًا هائلًا من القوة يمكن أن يتولد إذا تبخر النيتروجين السائل في مكان مغلق بسرعة. في حادثة وقعت في 12 يناير 2006 في جامعة تكساس، كانت أجهزة تخفيف الضغط في خزان النيتروجين السائل معطلة ومختومة في وقت لاحق. ونتيجة لتراكم الضغط اللاحق، فشل الخزان بصورة كارثية. وكانت قوة الانفجار كافية لدفع دبابات من خلال السقف فوقه مباشرة، وتحطمت الخرسانة المسلحة على الفور تحتها، تهدمت جدران المختبر ذات سمك 0.1-0.2 متر.
وبسبب درجة حرارة منخفضة للغاية، قد يؤدي التعامل بإهمال مع النيتروجين السائل وأية أشياء مُبردة إلى قضمة الصقيع. في هذه الحالة، ينبغي استخدام قفازات خاصة أثناء التعامل. ومع ذلك، فإن هذه الحالات لا تسبب حرق الجلد على الفور بسبب تأثير ليدنفروست، حيث ينعزل الغاز المتبخر حراريًا إلى حد ما، مثل لمس عنصر الساخن لفترة وجيزة للغاية باصبع رطب. إذا تمكن النيتروجين السائل من التجمع في أي مكان، فسوف يحترق بشدة.
عند تبخر النيتروجين السائل فإنه يقلل من تركيز الأكسجين في غلاف الأرض الجوي ويمكن أن يسبب اختناق، وخاصةً في الأماكن الضيقة. النيتروجين غاز عديم الرائحة، عديم اللون، وعديم المذاق ويمكن أن يسبب الاختناق دون أي إحساس أو إنذار مسبق.
تستخدم مستشعرات الأكسجين في بعض الأحيان كإجراء وقائي للسلامة عند العمل مع النيتروجين السائل لتنبيه العمال إلى تسرب الغاز في الأماكن الضيقة.
يمكن أن تحتوي الأوعية المحتوية على النيتروجين السائل علىأكسجين سائل أيضًا. يصبح السائل في هذا وعاء مثل السائل المخصب بشكل متزايد بسبب الأكسجين (الذي يتمتع بنقطة غليان 90كلفن، و183 درجة مئوية، و298 فهرنهايت) كما يتبخر النيتروجين، ويمكن أن يسبب أكسدة عنيفة للمواد العضوية.
يمكن أن يتسبب ابتلاع النيتروجين السائل في حدوث ضرر داخلي شديد، بسبب تجمد الأنسجة التي تتلامس معها، وبسبب حجم النيتروجين الغازي المتطور مع تسخين السائل عن طريق حرارة الجسم. في عام 1997، ابتلع أحد طلاب الفيزياء وهو يبرهن على تأثير ليدنفروست عن طريق احتجاز النيتروجين السائل في فمه عن طريق الخطأ لهذه المادة، مما أسفر عن إصابات شبه مميتة. ويبدو أن هذه هي الحالة الأولى في المؤلفات الطبية عن تناول النيتروجين السائل. في عام 2012، تمت إزالة معدة امرأة شابة في إنجلترا بعد تناول كوكتيل مصنوع من النيتروجين السائل.